# Terrible angoisse
Terrible angoisse è un cortometraggio del 1906 diretto da Lucien Nonguet.

## Trama
Un famoso avvocato, che è in vacanza, viene improvvisamente chiamato a Parigi al Palazzo di Giustizia. Mentre l'avvocato è assente, due ladri entrano nella villa; la giovane moglie, che si accorge degli intrusi, corre subito al telefono per chiedere aiuto al marito. I malfattori, oramai dentro casa, afferrano sia lei sia il figlio e li strangolano. La telefonata si interrompe e l'avvocato, che intuisce cosa sta accadendo, corre a casa scoprendo che sua moglie e suo figlio sono morti.